# Aksu (Isparta)
Aksu è una città della Turchia, centro dell'omonimo distretto della provincia di Isparta.